# 碳二亚胺
碳二亚胺（Carbodiimide）含有N=C=N官能团，是一类常用的失水剂。一般由硫脲失硫化氢或脲失水制备，水解得到脲衍生物。

## 用途
有机合成中，碳二亚胺是一类常用的失水剂，主要用于活化羧基，促使酰胺和酯的生成。反应中常加入N-羟基苯并三唑或N-羟基琥珀酰亚胺，可以提高产率，减少副反应的发生。
碳二亚胺也可与胺反应生成胍。

### 机理
羧酸与胺在碳二亚胺作失水剂下缩合的反应如下图。羧酸1先与碳二亚胺反应生成中间体O-酰基异脲2，类似于引入酯基活化羧酸。而后2与胺反应生成目标产物酰胺3和脲4。2可以与另一分子羧酸反应生成酸酐5，酸酐与胺反应也得到酰胺3。
反应的副产物主要是2重排生成的N-酰基脲6。使用低介电常数的溶剂（如二氯甲烷、氯仿）可减少6的生成。

## DCC

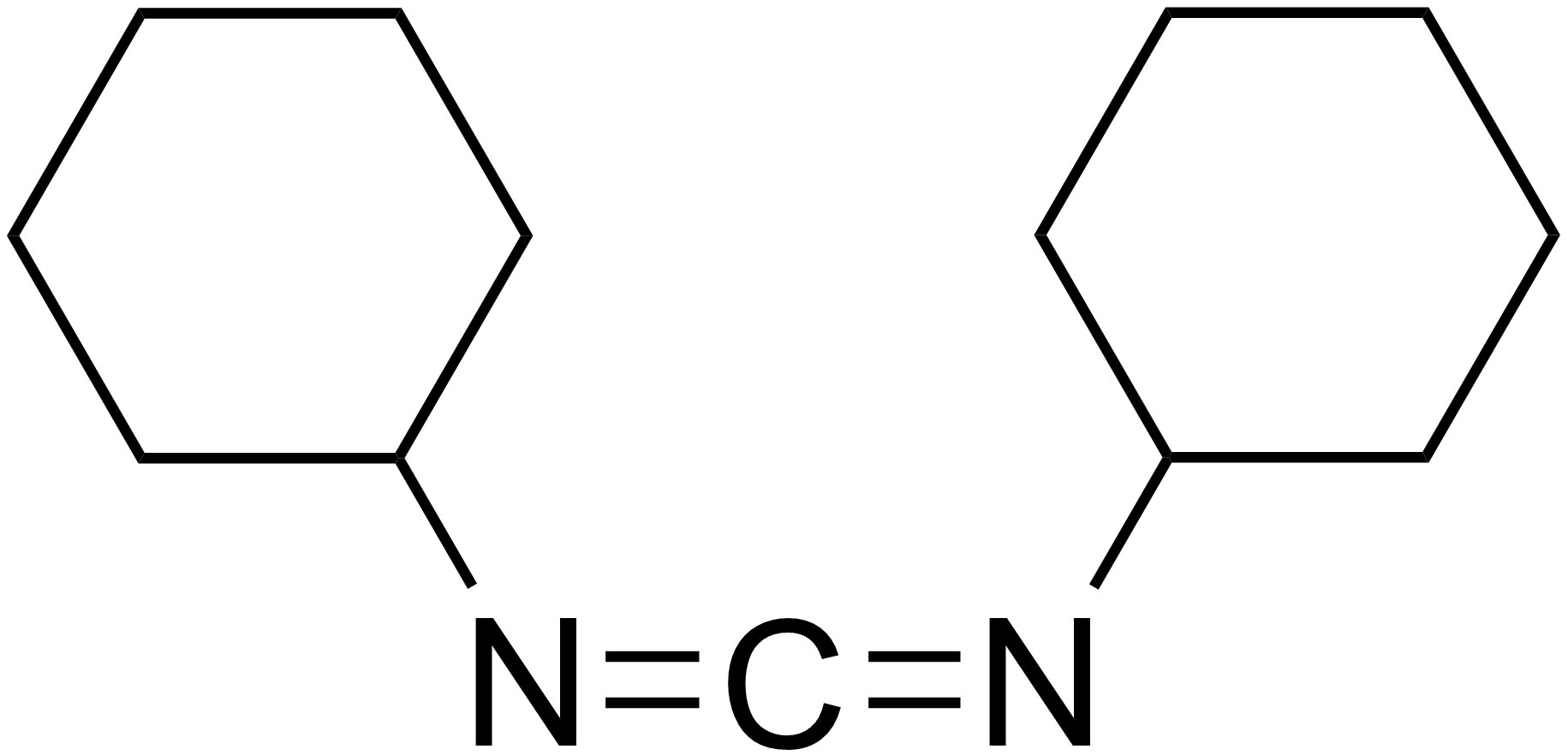
二环己基碳二亚胺的结构。

DCC（二环己基碳二亚胺）是最早使用的碳二亚胺之一，大多用在多肽合成中的接肽一步。DCC作失水剂的反应产率很高，并且试剂的价格也不昂贵。
但DCC也有很多缺点限制了它的应用：
1. 副产物N,N'-二环己基脲不溶于水，一般用过滤除去，但仍有少量残留于溶液中，难以除净；
2. DCC不如其他固相接肽试剂方便，产物二环己基脲难以从多肽树脂上分离出来；
3. DCC会造成过敏。

## DIC

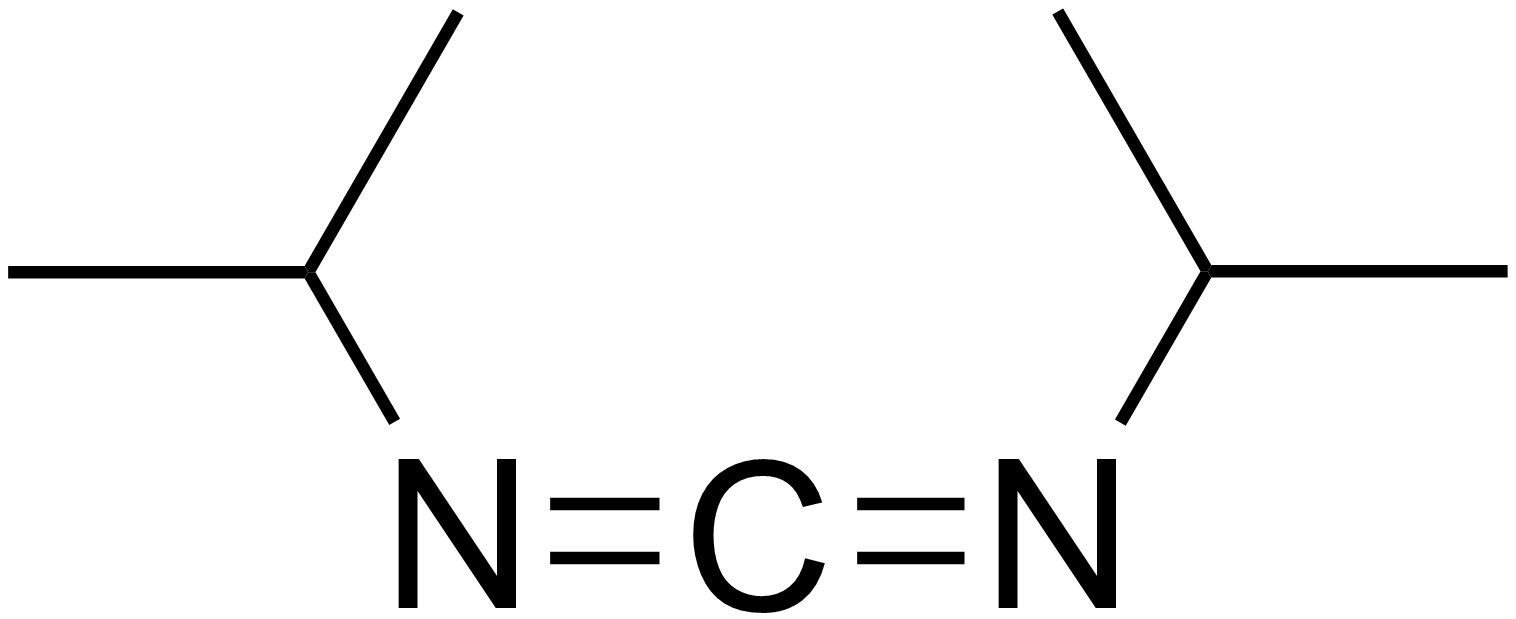
N,N'-二异丙基碳二亚胺的结构。

DIC（N,N'-二异丙基碳二亚胺）用作DCC的替代品，与DCC相比有以下几点优势：
1. DIC为液态，更容易使用；
2. 产物N,N'-二异丙基脲可溶于大多数有机溶剂，很容易通过溶剂萃取除去，DIC也因此常用在固态合成中；
3. DIC导致过敏的可能性较低。

## EDC
EDC是个可溶于水的碳二亚胺，在酰胺合成中用作羧基的活化试剂，也用于活化磷酸酯基团、蛋白质与核酸的交联和免疫偶连物的制取。使用时的pH范围为4.0-6.0，常和N-羟基琥珀酰亚胺（NHS）或N-羟基硫代琥珀酰亚胺连用，以提高偶联效率。
施特格利希酯化反应中，用EDC和催化剂4-二甲氨基吡啶（DMAP）使羧酸与醇发生酯化。